# Lliga singapuresa de futbol
La Lliga singapuresa de futbol, oficialment Singapore Premier League (SPL) i S.League fins 2018, és la màxima competició futbolística de Singapur. La lliga professional es creà l'any 1996.

## Història
Des de 1921, un club de Singapur (anomenat Lions) participa en la Copa malàisia de futbol, i més tard en la Lliga malàisia de futbol. L'any 1994, l'equip de Singapur guanyà el doblet (lliga i copa), però fou el darrer any a les competicions malàisies per problemes sorgits entre les dues federacions (de Singapur i de Malàisia). Aleshores es decidí crear una competició potent al país que s'inicià el 1996. Anteriorment, Singapur ja havia tingut la seva lliga però era molt feble.

## Clubs participants
Un total de 25 equips han jugat a la lliga entre 1996 i 2022. L'any 2023 la lliga la formen nou equips, dos dels quals no són clubs pròpiament de Singapur. Es tracta de Albirex Niigata Singapore un club satèl·lit de l'homònim japonès Albirex Niigata i DPMM de Brunei.
| Equip                        | Fundació | Seu                         | Estadi                           | Capacitat |
| ---------------------------- | -------- | --------------------------- | -------------------------------- | --------- |
| Albirex Niigata Singapore FC | 2004     | Jurong East                 | Estadi Jurong East               | 2.700     |
| Balestier Khalsa FC          | 1898     | Toa Payoh                   | Estadi Toa Payoh                 | 3.800     |
| Brunei DPMM FC               | 2000     | Bandar Seri Begawan, Brunei | Estadi Nacional Hassanal Bolkiah | 28.000    |
| Geylang International FC     | 1973     | Bedok                       | Estadi Bedok                     | 3.800     |
| Lion City Sailors FC         | 1946     | Bishan                      | Estadi Bishan                    | 6.254     |
| Hougang United FC            | 1998     | Hougang                     | Estadi Hougang                   | 6.000     |
| Tampines Rovers FC           | 1945     | Tampines                    | Our Tampines Hub                 | 5.000     |
| Tanjong Pagar United FC      | 1974     | Queenstown                  | Estadi Queenstown                | 3.800     |
| Young Lions FC               | 2002     | Kallang                     | Jalan Besar Stadium              | 6.000     |

Antics clubs
Entre parèntesis els anys presents a la lliga.
- Gombak United FC (1998–2002, 2006–2012)
- Woodlands Wellington FC (1996–2014)
- Sembawang Rangers FC (1996–2003)
- Jurong FC (1997–2003)
- Warriors FC (1996–2019) [g]
- Clementi Khalsa FC (1999–2002) [a]
- Paya Lebar Punggol FC (2005) [d]
- Sinchi FC (2003–2005)
- Sporting Afrique FC (2006)
- Liaoning Guangyuan (2007)
- Super Reds (2007–2009)
- Dalian Shide Siwu (2008)
- Beijing Guoan Talent (2010)
- Étoile (2010–2011)
- Harimau Muda A (2012)
- Harimau Muda B (2013–2015)

## Historial
Font:
Singapore Amateur Football Association
- 1904:  Band & Drums (1) [h]
- 1905:  E Company (1) [i]
- 1906: No es disputà
- 1907-08:  Singapore Cricket Club (1)
- 1908:  2nd West Kentshire (1) [j]
- 1909:  3rd Middlesex (1) [k]
- 1910:  3rd Middlesex (2) [k]
- 1911:  Singapore Cricket Club (2)
- 1912:  Singapore Cricket Club (3)
- 1913:  Yorkshire LI (1) [l]
- 1914:  Singapore Cricket Club (4)
- 1915-20: No es disputà
- 1921:  1st Staffordshire (1) [m]
- 1922:  2nd Middlesex (1) [n]
- 1923:  2nd Middlesex (2) [n]
- 1924:  Singapore Cricket Club (5)
- 1925:  Sing. Chinese FA (1) [o]
- 1926:  2nd Duke of Wellington (1) [p]
- 1927:  2nd Duke of Wellington (2) [p]
- 1928:  2nd Duke of Wellington (3) [p]
- 1929:  Singapore Cricket Club (6)
- 1930:  Sing. Chinese FA (2) [o]
- 1931:  Sing. Malays FA (1) [q]
- 1932:  Sing. Malays FA (2) [q]
- 1933:  Sing. Malays FA (3) [q]
- 1934:  Sing. Chinese FA (3) [o]
- 1935:  Royal Engineers (1)
- 1936:  Royal Air Force (1)
- 1937:  Sing. Chinese FA (4) [o]
- 1938:  Sing. Chinese FA (5) [o]
- 1939:  Sing. Malays FA (4) [q]
- 1940:  Royal Air Force (2)
- 1941:  Royal Air Force (3)
- 1942-46: No es disputà
- 1947:  Army (1)
- 1948:  Rovers SC (1)
- 1949: No es disputà
- 1950:  Kota Raja Club (1)
- 1951:  Tiger SA (1)
- 1952:  Rovers SC (2)

Football Association of Singapore
- 1953:  Tiger SA (2)
- 1954:  Star Soccerites SC (1)
- 1955:  Marine Department SC (1)
- 1956:  Tiger SA (3)
- 1957:  Marine Department SC (2)
- 1958:  Darul Afiah FC (1)
- 1959:  Darul Afiah FC (2)
- 1960:  Indian Recreation Club (1)
- 1961:  Chinese Athletic (1)
- 1962:  Marines (1)
- 1963:  Darul Afiah FC (3)
- 1964:  Darul Afiah FC (4)
- 1965:  Darul Afiah FC (5)
- 1966-67:  Darul Afiah FC (6)
- 1968:  Darul Afiah FC (7)
- 1969:  Darul Afiah FC (8)
- 1970:  Toto Pools SC (1)
- 1971:  Guthrie Waugh (1)
- 1972:  Armed Forces (1)
- 1973:  Armed Forces (2)
- 1974:  Air Transport (1) [r]

Singapore National Football League
- 1975:  Geylang Internationals (1)
- 1976:  Geylang Internationals (2)
- 1977:  Geylang Internationals (3)
- 1978:  Sing. Armed Forces (3)
- 1979:  Tampines Rovers (1)
- 1980:  Tampines Rovers (2)
- 1981:  Sing. Armed Forces (4)
- 1982:  Farrer Park United (1)
- 1983:  Tiong Bahru CSC (1)
- 1984:  Tampines Rovers (3)
- 1985:  Police SA (1)
- 1986:  Sing. Armed Forces (5)
- 1987:  Tiong Bahru CSC (2)

FAS Premier League
- 1988:  Geylang International (4)
- 1989:  Geylang International (5)
- 1990:  Geylang International (6)
- 1991:  Geylang International (7)
- 1992:  Geylang International (8)
- 1993:  Geylang International (9)
- 1994:  Perth Kangaroos IFC (1)
- 1995:  Singapore Lions (1)

S-League
- 1996:  Geylang United (10)
- 1997:  Sing. Armed Forces (6)
- 1998:  Sing. Armed Forces (7)
- 1999:  Home United (2)
- 2000:  Sing. Armed Forces (8)
- 2001:  Geylang United (11)
- 2002:  Sing. Armed Forces (9)
- 2003:  Home United (3)
- 2004:  Tampines Rovers (4)
- 2005:  Tampines Rovers (5)
- 2006:  Sing. Armed Forces (10)
- 2007:  Sing. Armed Forces (11)
- 2008:  Sing. Armed Forces (12)
- 2009:  Sing. Armed Forces (13)
- 2010:  Étoile FC (1)
- 2011:  Tampines Rovers (6)
- 2012:  Tampines Rovers (7)
- 2013:  Tampines Rovers (8)
- 2014:  Warriors FC (14)
- 2015:  Brunei DPMM FC (1)
- 2016:  Albirex Niigata S. (1)
- 2017:  Albirex Niigata S. (2)
- 2018:  Albirex Niigata S. (3)
- 2019:  Brunei DPMM FC (2)
- 2020:  Albirex Niigata S. (4)
- 2021:  Lion City Sailors (4)
- 2022:  Albirex Niigata S. (5)
- 2023:  Albirex Niigata S. (6)